# Danilo (Fußballspieler, 1996)
Danilo (* 28. Februar 1996 in Simões Filho, Bahia; bürgerlich Danilo Barbosa da Silva) ist ein brasilianischer Fußballspieler. Der defensive Mittelfeldspieler steht bei Botafogo FR unter Vertrag.

## Karriere

### Vereine
Danilo spielte für Jugendmannschaften von CR Vasco da Gama und rückte zur Saison 2014 in den Kader der ersten Mannschaft auf, die in der Série B spielt. Dort kam er dreimal zum Einsatz.
Zur Saison 2014/15 wechselte Danilo zu Sporting Braga in die portugiesische Primeira Liga. Am 20. September 2014 debütierte er beim 1:1 bei Nacional Funchal in der Liga. Seinen ersten Treffer erzielte er am 3. Januar 2015 bei der 1:2-Niederlage gegen Marítimo Funchal zur 1:0-Führung nach fünf Minuten.
Zur Spielzeit 2015/16 wurde Danilo für ein Jahr an den FC Valencia in die spanische Primera División verliehen. Dort kam er zu 19 Ligaeinsätzen und spielte viermal in der Europa League. Die Saison 2016/17 sollte er auf Leihbasis beim portugiesischen Rekordmeister Benfica Lissabon spielen. Nach nur zwei Ligaeinsätzen und drei Partien im nationalen Pokal wurde die Leihe jedoch bereits Mitte Januar 2017 beendet und Danilo wurde von Braga bis Saisonende an Standard Lüttich verliehen.
Zur Saison 2018/19 wechselte Danilo zum OGC Nizza in die Ligue 1. Im März 2021 wurde er von dort bis zum Jahresende in seine Heimat Brasilien an SE Palmeiras verliehen. Am 27. November 2021 konnte Danilo mit dem Klub die Copa Libertadores gegen CR Flamengo gewinnen. Nach einer halbjährigen Rückkehr zu Nizza wechselte der Brasilianer im August 2022 fest in seine Heimat zu Botafogo FR.
Im August 2022 gab der Botafogo FR die Verpflichtung von Danilo Barbosa mit einem Vertrag bis 2025 bekannt.
Im März 2024 äußerten die Corinthians ihren Wunsch, den Mittelfeldspieler von Botafogo zu verpflichten, und boten im Gegenzug Stürmer Gustavo Mosquito an. Die Verhandlungen kamen nicht voran. Mit Botafogo gewann er am 23. November die Copa Libertadores 2024, mit einem 3:1-Sieg über Atlético Mineiro. Anfang Dezember schloss sich der Gewinn der Série A 2024 an.

### Nationalmannschaft
Danilo nahm Ende 2013 mit der brasilianischen U17-Nationalmannschaft an der U17-Weltmeisterschaft in den Vereinigten Arabischen Emiraten teil. Er kam in allen fünf Spielen seiner Mannschaft zum Einsatz und scheiterte mit ihr im Viertelfinale an Mexiko. 2014 spielte er sechsmal für die U20 und erzielte ein Tor für diese Auswahl.

## Erfolge
Benfica Lissabon
- Portugiesischer Meister: 2017
- Portugiesischer Pokalsieger: 2017

Palmeiras
- Copa Libertadores: 2021

Botafogo
- Copa Libertadores: 2024
- Campeonato Brasileiro de Futebol: 2024